# Jyllinge
Jyllinge – miasto w Danii w gminie Roskilde, położone nad fiordem Roskilde Fjord. Miejscowość liczy 10 056 mieszkańców (2009). Ośrodek przemysłowy. 

## Geografia
Jyllinge leży na wschodnim brzegu fiordu Roskilde Fjord, dokładnie w połowie drogi pomiędzy Roskilde, a Frederikssund, w odległości ok. 14 km na północ od Roskilde, przy głównej trasie z tego miasta do Frederiksværk. Jyllinge usytuowane jest ok. 38 km na północny zachód od centrum Kopenhagi. W granicach miasta znajduje się kilka niewielkich wysepek w fiordzie Roskilde Fjord, m.in. wyspa Lilleø.

## Historia
Początkowo stara osada rybacka znana od wieków z połowu węgorzy. Powstała ok. 1178 r. wokół wcześniej lokowanego tutaj kościoła jako Julækæ, od ok. 1370 r. znana jako Juleghæ, a od 1797 jako Jyllinge). W 1870 r. wybudowano tutaj port rybacki, a w 1910 r. szkołę. W 1924 r. w Jyllinge założono także bibliotekę. Miasteczko rozwinęło się dopiero w latach 60. i 70. XX w. wraz z napływem ludności z zewnątrz. Wcześniej liczyło zaledwie 520 mieszkańców i miało 180 domów (dane na rok 1955). Powstała wtedy dzielnica domów jednorodzinnych, a później centrum handlowe i wiele innych obiektów, m.in. kryta pływalnia. Jyllinge posiada regularne połączenie autobusowe z Roskilde i Hillerød. Do 2007 r. Jyllinge należało do gminy Gundsø.

## Atrakcje turystyczne
- Kościół (Jyllinge Kirke) z XI/XII w. (ok. 1080-1130) w stylu romańskim z gotycką wieżą z ok. 1400 r. We wnętrzu renesansowy ołtarz z romańskimi pozostałościami oraz fragmenty ołtarza gotyckiego. W posadzce przed ołtarzem płyta nagrobna Enocha Jacobsena Roeschilda (zm. 1640) z tekstem łacińskim, obok granitowa chrzcielnica z XVI w. Na ścianie południowej kazalnica z 1618. W średniowieczu kościół podlegał klasztorowi Æbelholt. Na bramie świątyni widnieje tablica pamiątkowa z okazji wizyty w 1877 r. następcy tronu Danii ks. Fryderyka, który zasilił kasę Jyllinge datkiem w wysokości 260 koron[3]. Na cmentarzu przykościelnym grób Jensa Jørgensena, śmiertelnie ranionego przez Prusaków w bitwie pod Dybbøl 18.IV.1864.
- Obelisk wystawiony w 1930 na pamiątkę 10. rocznicy zjednoczenia południowej Jutlandii z Danią w wyniku plebiscytu z 1920.
- Muzeum Fiordu (Fjordcentret, dawniej Fjordmuseet), filia Muzeum Roskilde. Istniało od 1982 do 2012 r. w dawnym budynku handlowo-administracyjnym położonym malowniczo nad fiordem. Muzeum gromadziło zbiory dotyczące historii Jyllinge i okolicy, w szczególności eksponaty dokumentujące historię rybołówstwa w pobliskim fiordzie.
- Kościół Świętego Krzyża (Hellig Kors Kirke) z 2008 r.[4]. Ta nowoczesna świątynia została zaprojektowana przez prof. Jana Søndergaarda[5] w formie monolitu otoczonego zielonymi łąkami na wzgórzu ponad fiordem. Ścieżka prowadząca do drzwi budynku łączy się ze szklanym wejściem przedłużonym ciągiem okiennym na murze, przechodzącym następnie w znak krzyża na dachu kościoła (widocznym jednak jedynie z powietrza). Budynek posiada przeszkloną fasadę zachodnią z widokiem na pobliski fiord.

## Galeria

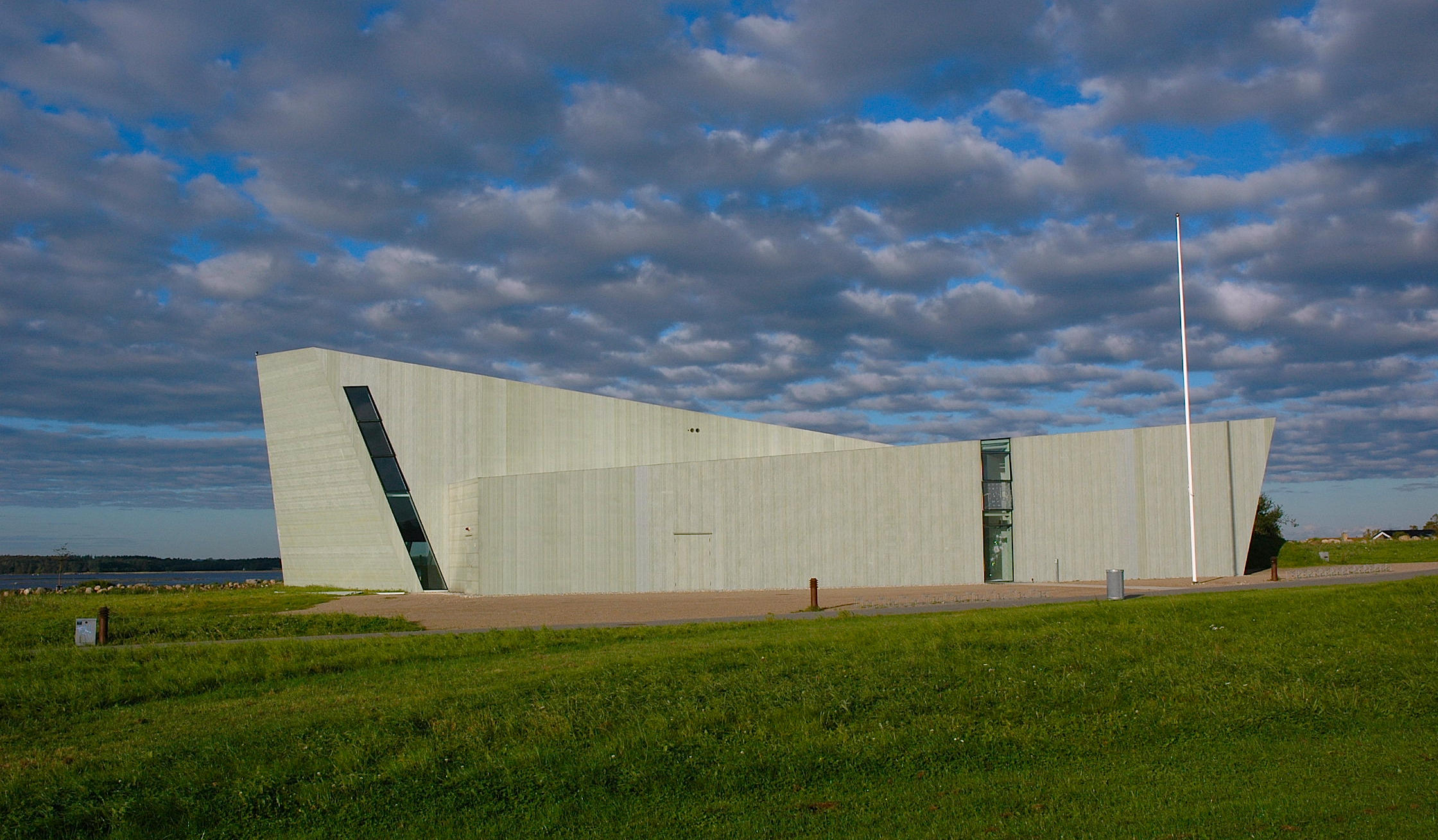
Kościół Świętego Krzyża
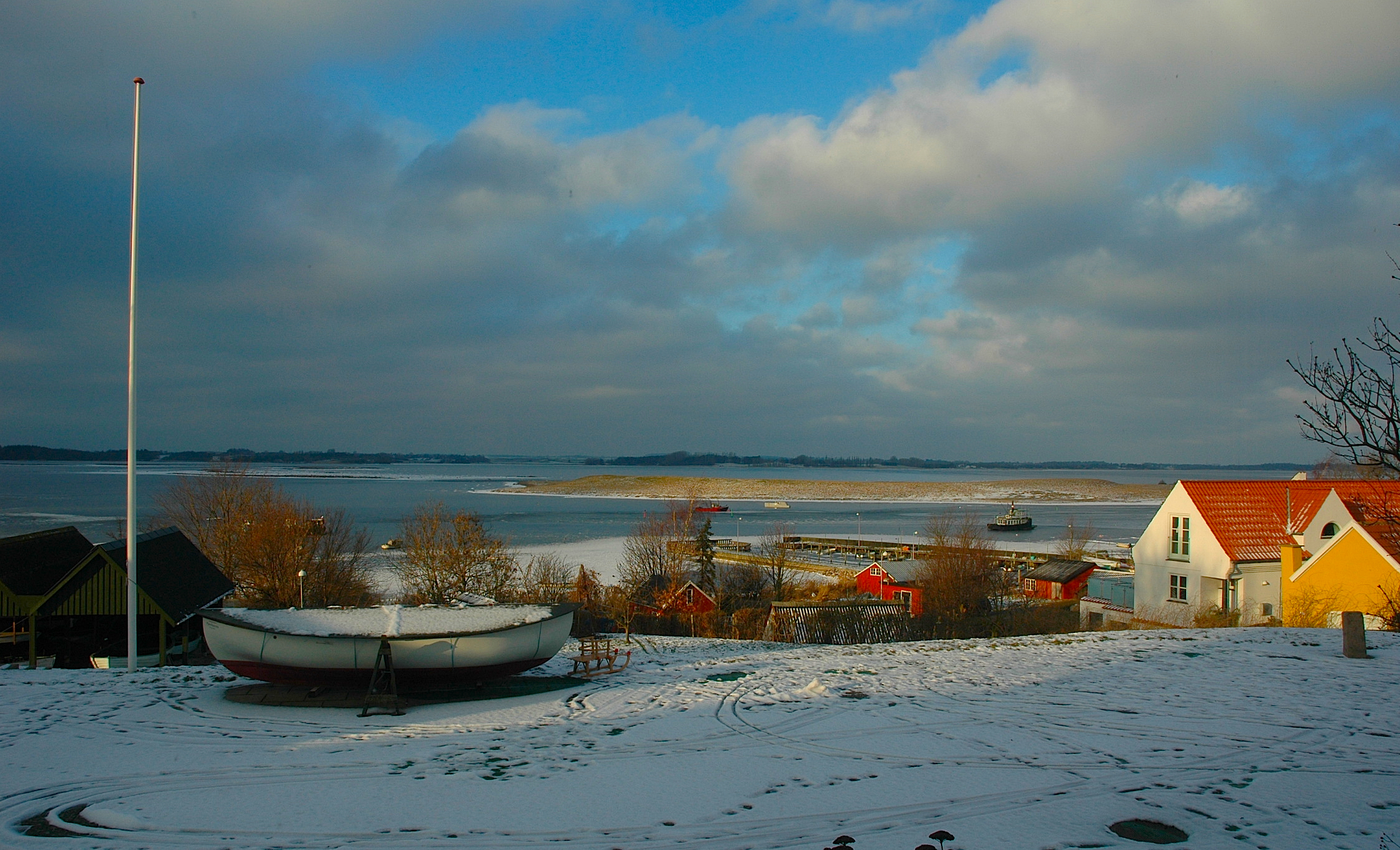
Widok fiordu
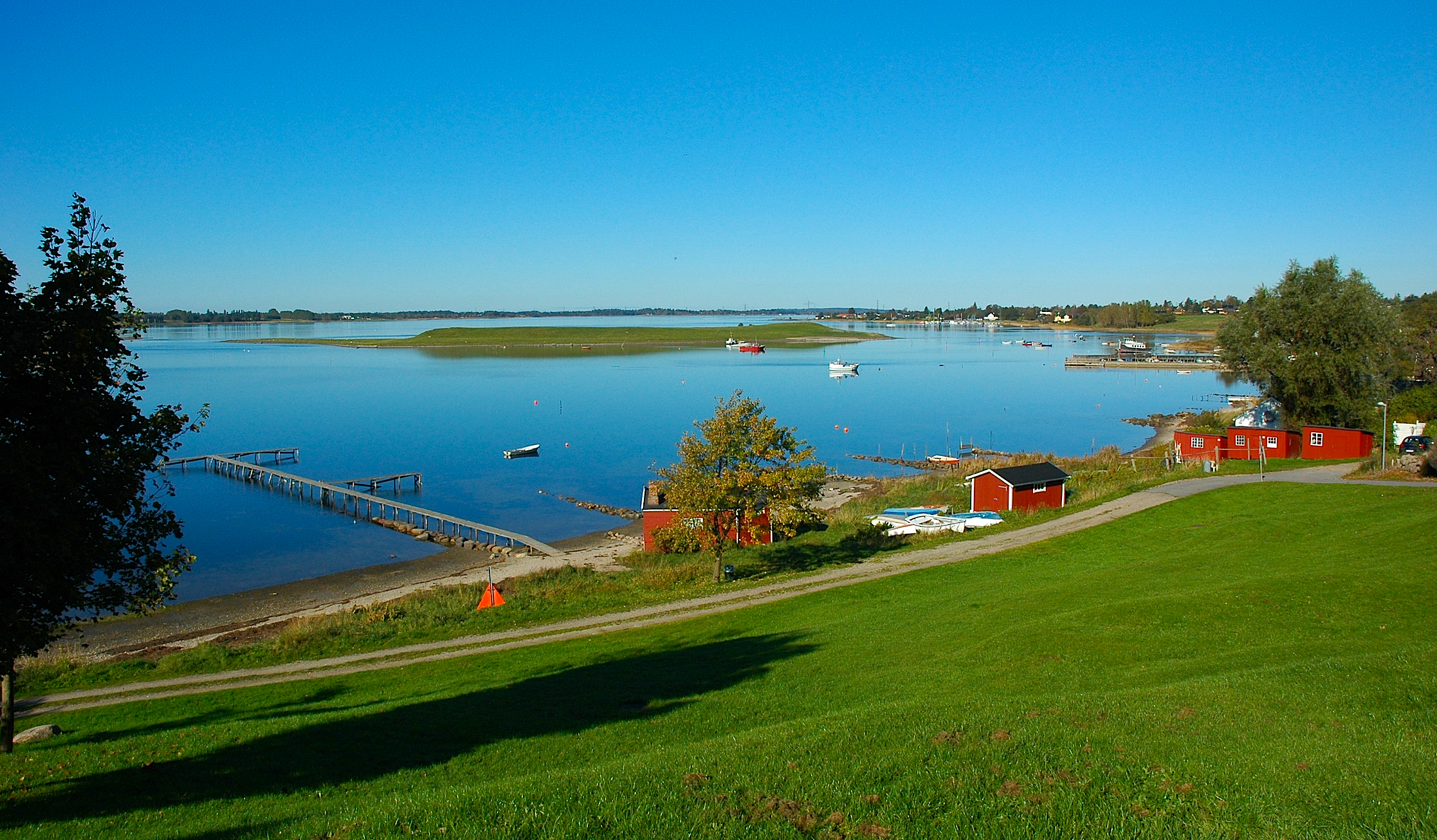
Widok części miasta nad fiordem z wysepką Lilleø
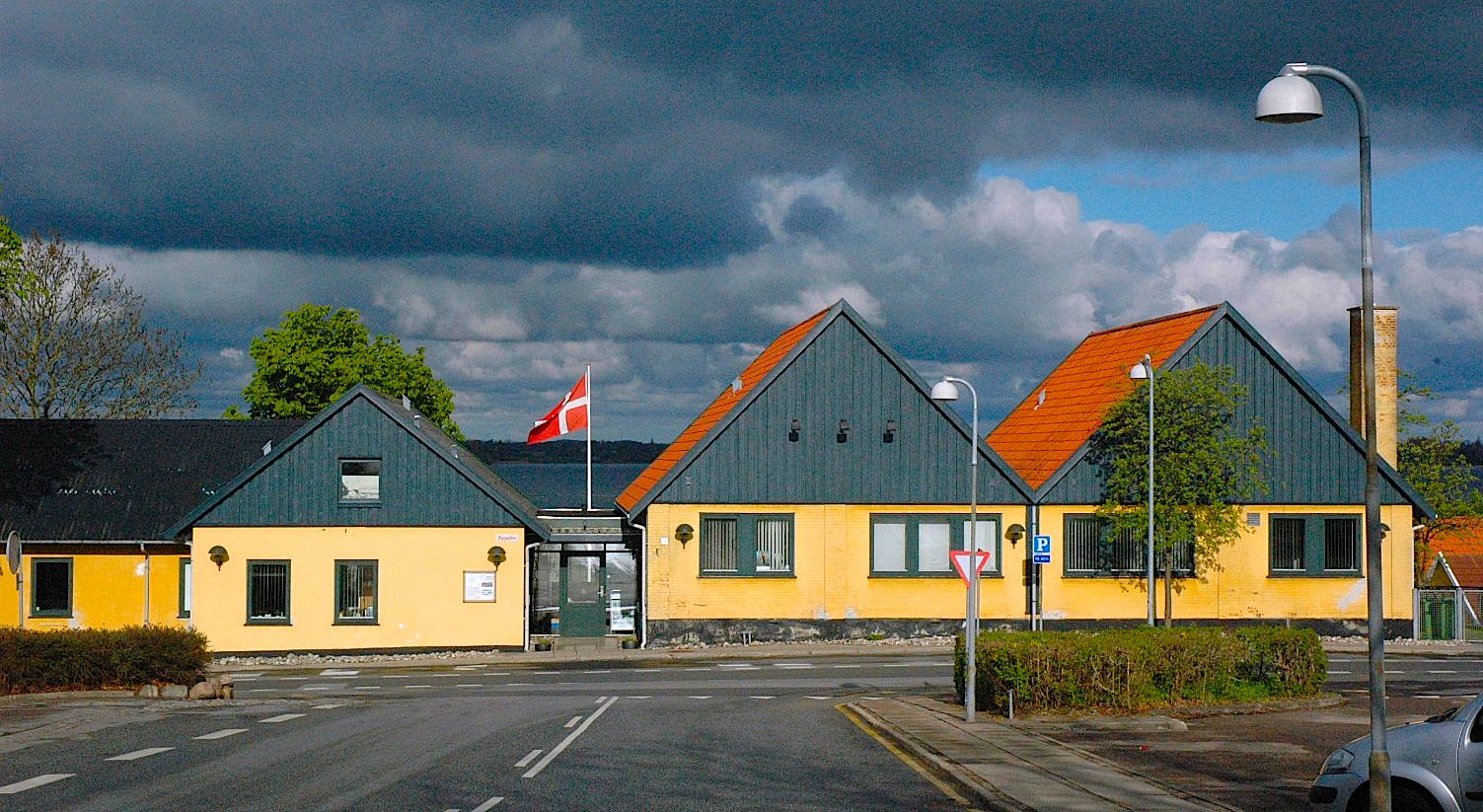
Muzeum Fiordu
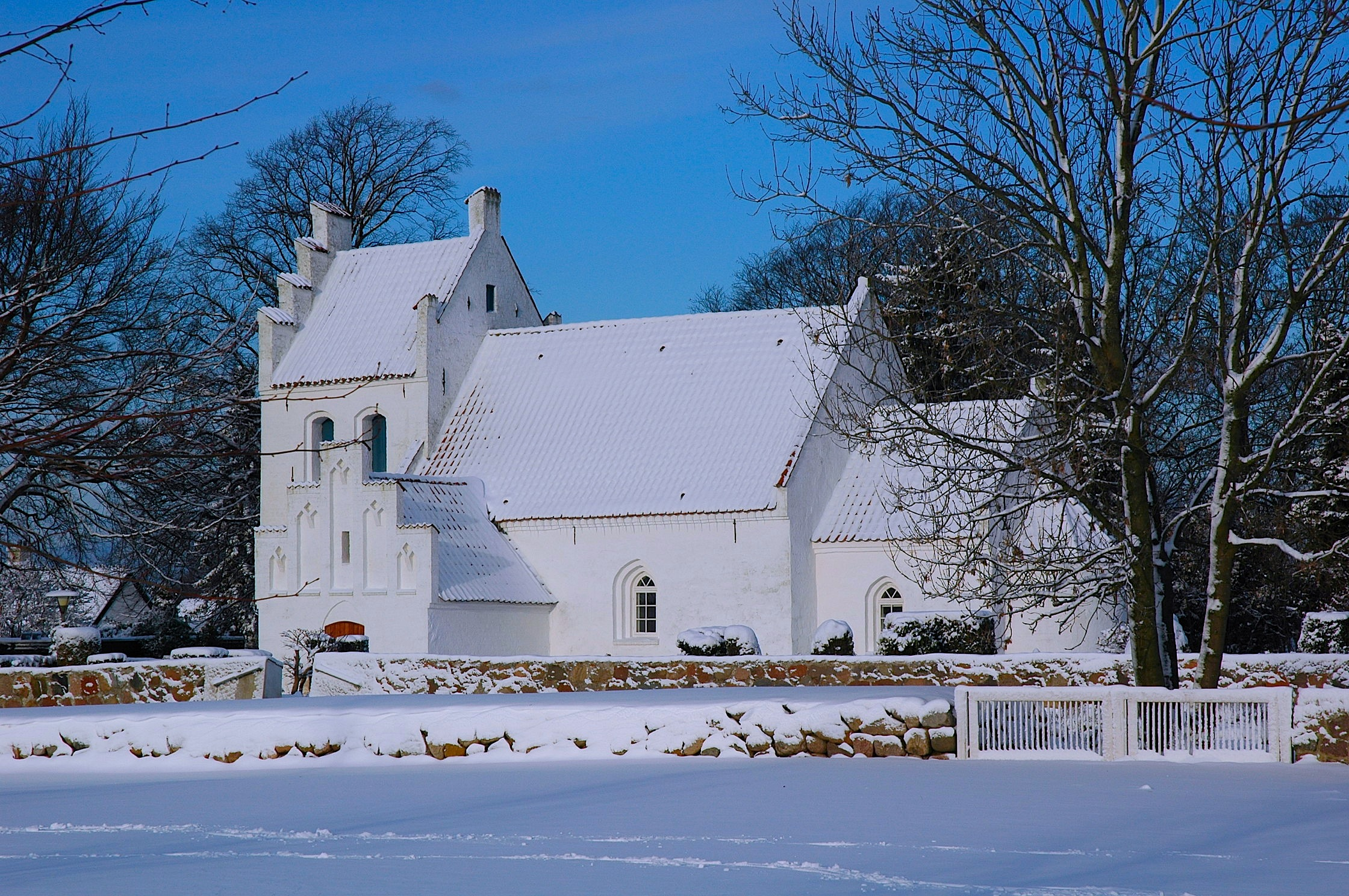
Kościół zimą
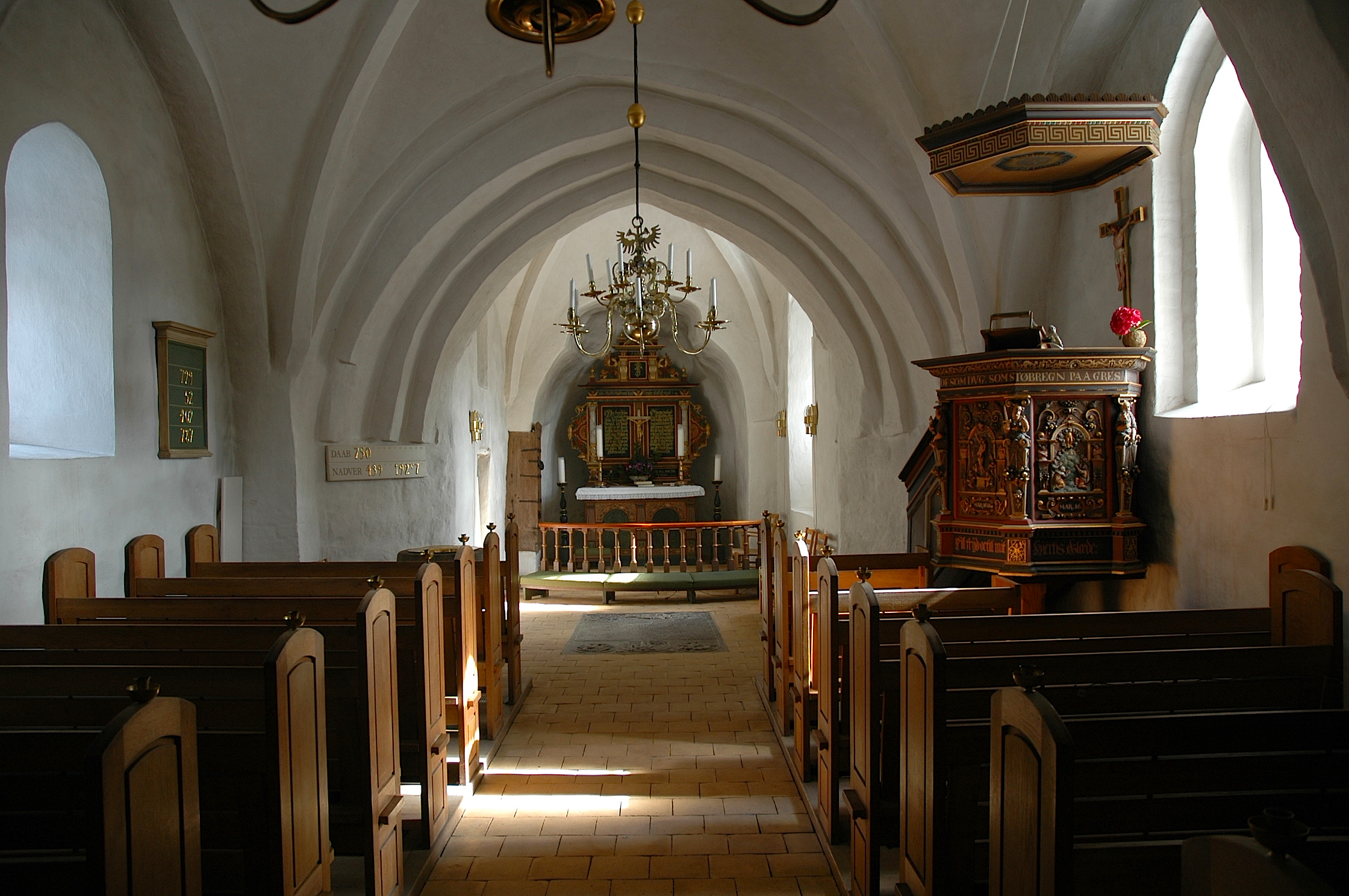
Wnętrze kościoła
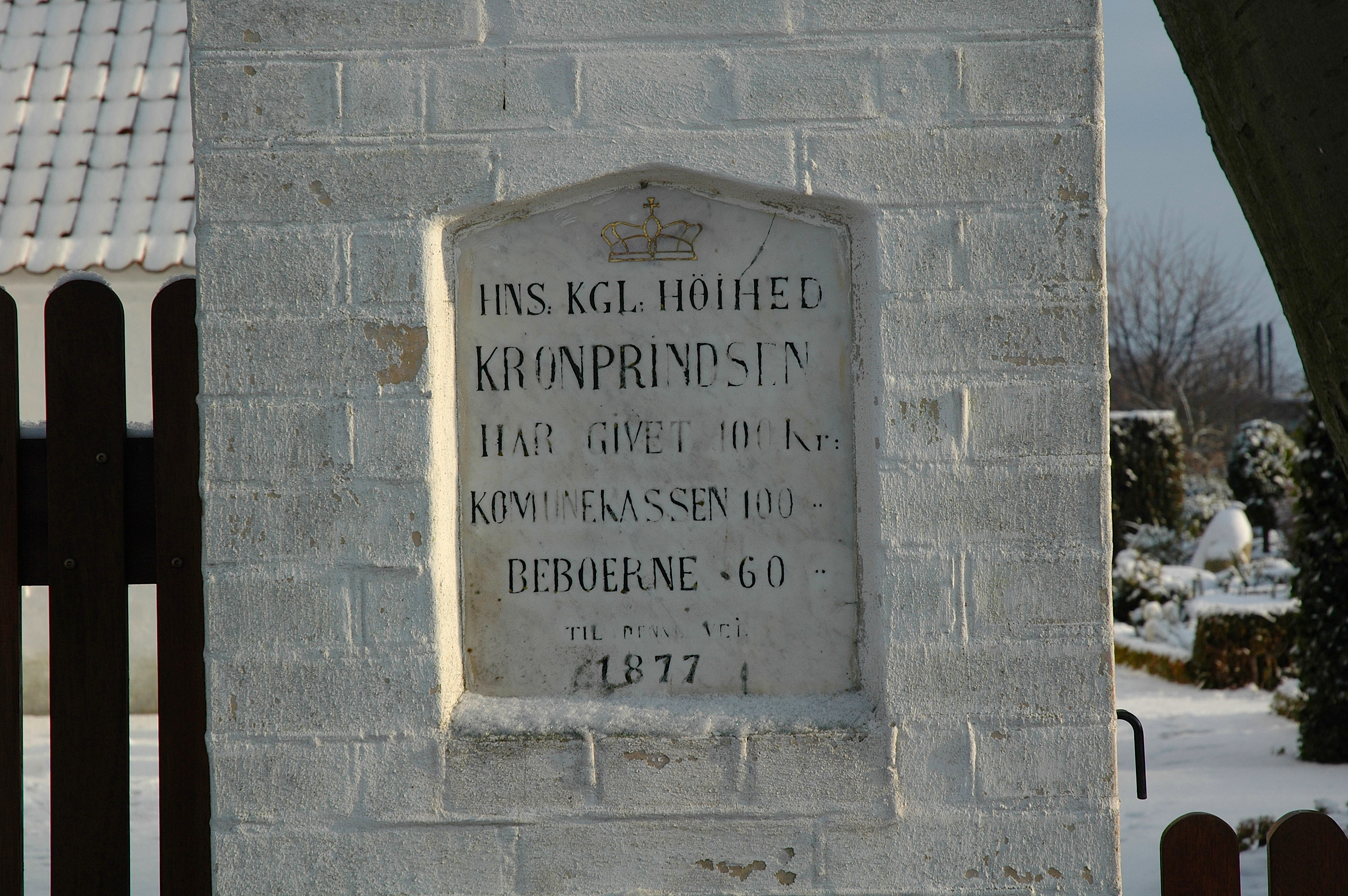
Tablica pamiątkowa z okazji wizyty następcy tronu Danii
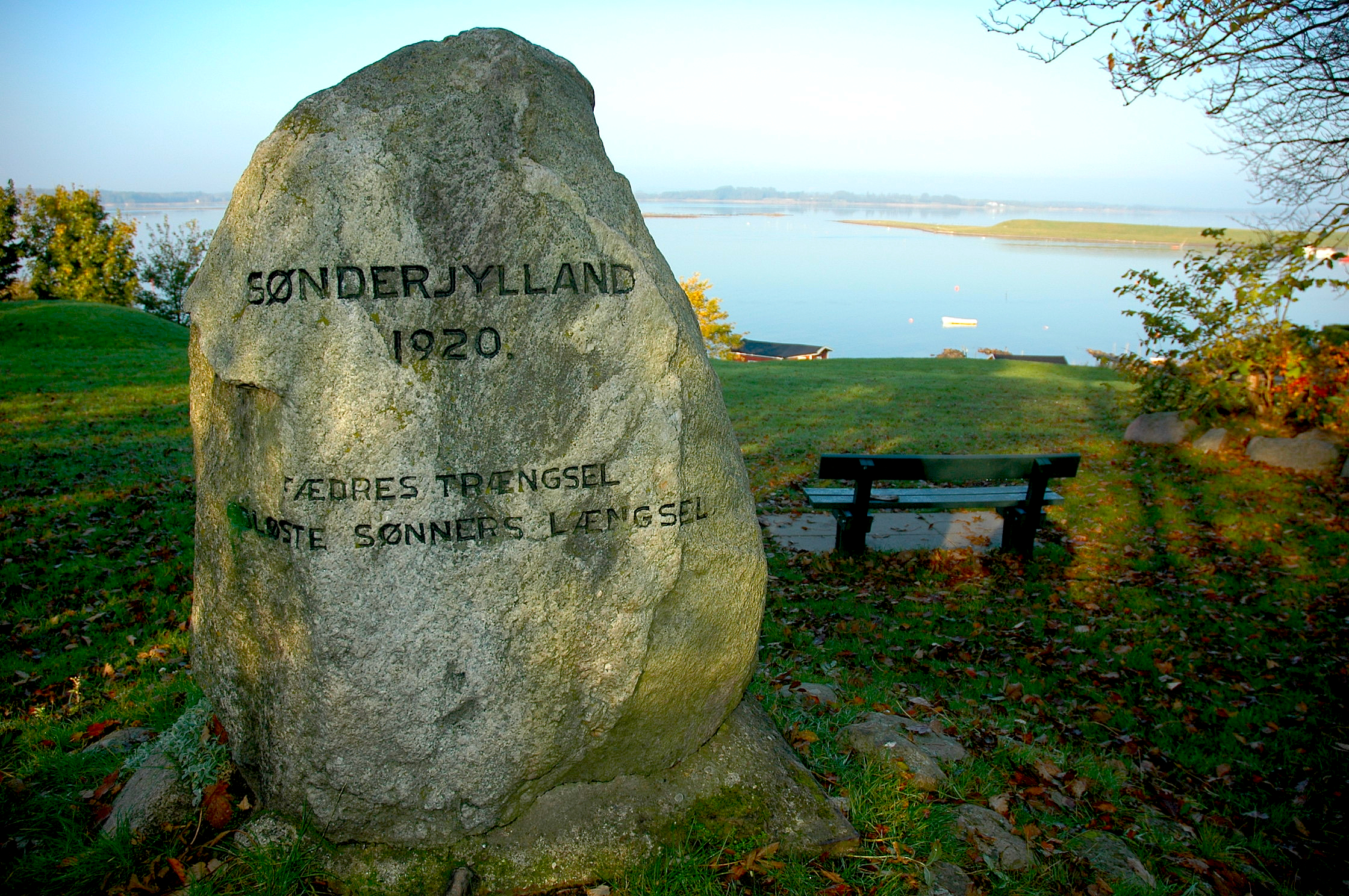
Obelisk upamiętniający odzyskanie południowej Jutlandii
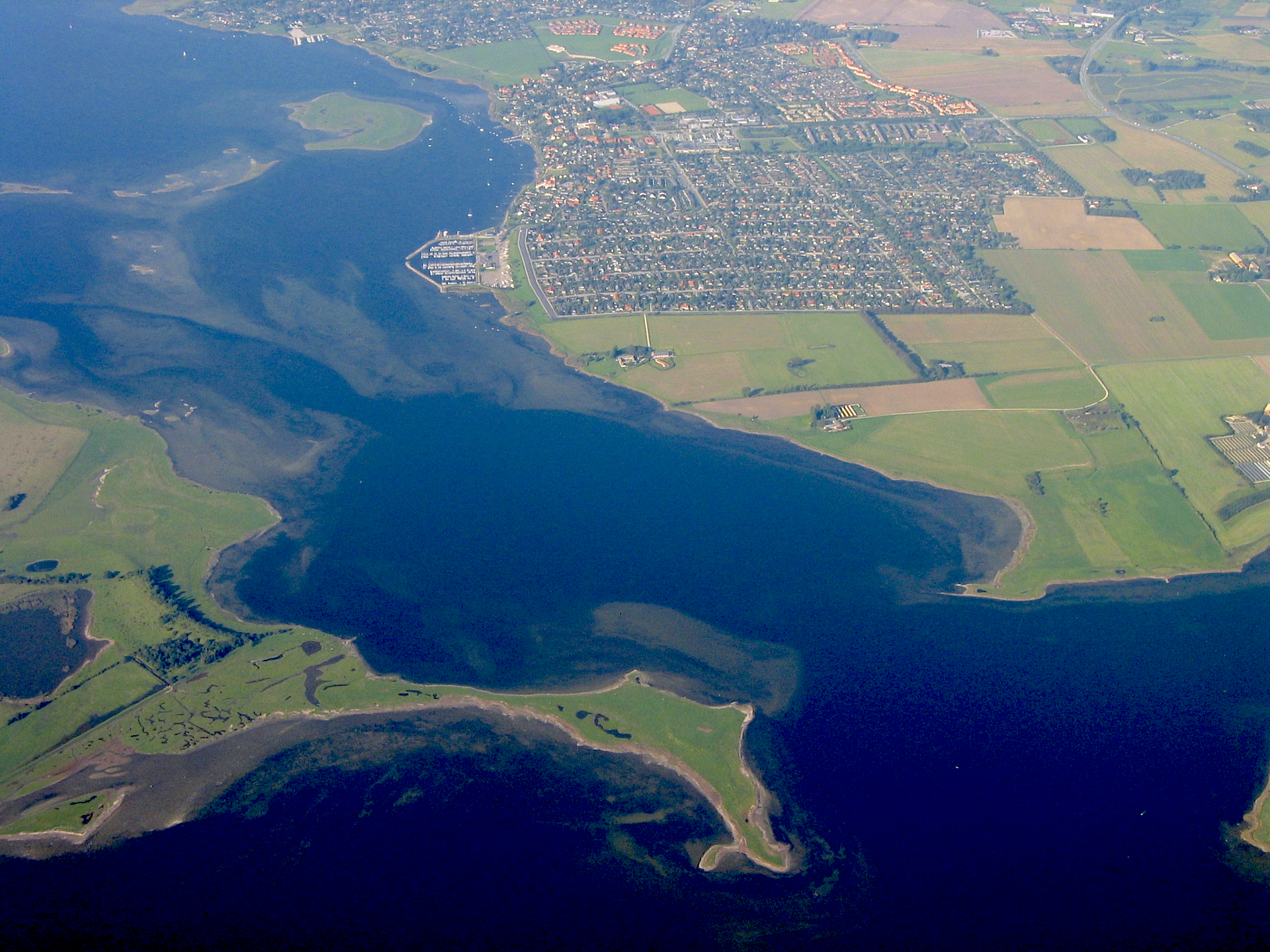
Widok Jyllinge z lotu ptaka